# Тополка (река)
Тополка или Голема (на македонска литературна норма: Тополка) е река в северната част на Северна Македония, десен приток на Вардар. Реката е дълга 38 km. Извира от планината Якубица, в местността Бегово и минава през областта Хас. Влива се чрез тясно канаристо устие във Вардар под Велес. На реката е построен язовир Лисиче, широк около 2400 метра и дълъг – 2000 метра.